# Mimobolbus
Mimobolbus es un género de coleóptero de la familia Geotrupidae.

## Especies
Las especies de este género son:
- Mimobolbus ambiguus
- Mimobolbus angolensis
- Mimobolbus congolense
- Mimobolbus decoratus
- Mimobolbus decorsei
- Mimobolbus endroedyyoungai
- Mimobolbus fulvus
- Mimobolbus globularis
- Mimobolbus maculicollis
- Mimobolbus monticola
- Mimobolbus nigropiceus
- Mimobolbus nigrum
- Mimobolbus ornatellus
- Mimobolbus peringueyi
- Mimobolbus pilulus
- Mimobolbus pygmaeus
- Mimobolbus remedellii
- Mimobolbus rufotestaceus
- Mimobolbus sebakuensis
- Mimobolbus sedhiounense
- Mimobolbus subcariniceps
- Mimobolbus togonicus
- Mimobolbus vivianae
- Mimobolbus zavattarii